# Міжнародний союз громадського транспорту

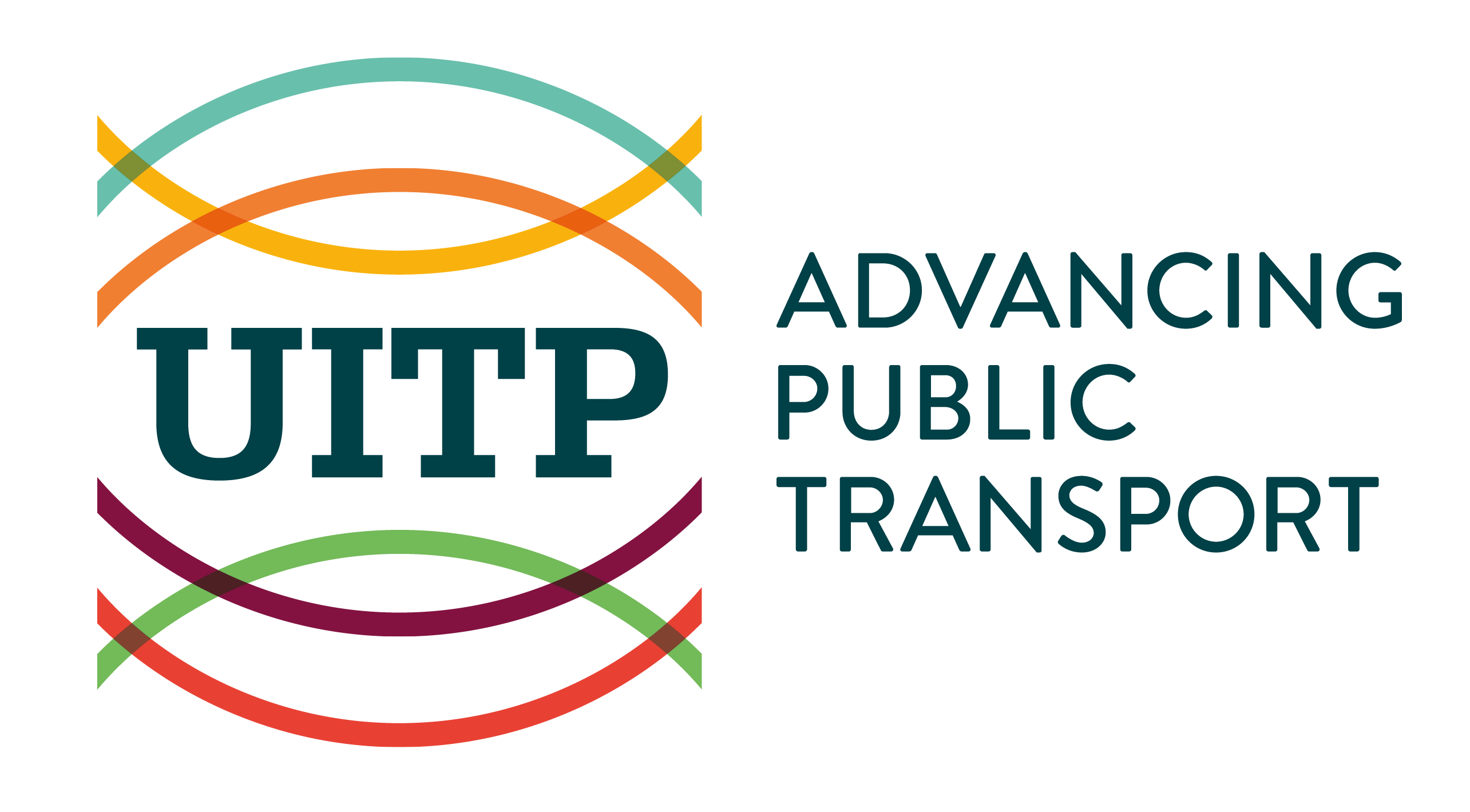
Міжнародний союз громадського транспорту

Міжнародний союз громадського транспорту (МСГТ) (фр. Union Internationale des Transports Publics, UITP) — міжнародна організація, що об'єднує більше 1900 міських і регіональних компаній — транспортних операторів міських і приміських пасажирських перевезень, виробників рухомого складу і дослідницьких організацій із понад 100 країн світу з усіх континентів. Союз бере участь в розробці сучасних технологій для громадського транспорту і дає рекомендації для їх розвитку і впровадженню, проводить різні дослідницькі і навчальні програми.

## Історія
17 серпня 1885 року 50 основних трамвайних компаній того часу зібралися у Брюсселі і заснували Міжнародний союз трамвайного транспорту (фр. Union Internationale de Tramways). Пізніше 63 операторами з 9 країн він був перезаснований з сучасною назвою «Міжнародний союз громадського транспорту» (МСГТ) і штаб-квартирою в місті Брюссель (Бельгія).

## Структура союзу
Союз представляє міжнародну мережу з понад 1900 компаній-членів, розташованих у 100 країнах, й охоплює всі види громадського транспорту — метро, легкорейковий транспорт, регіональні та приміські залізниці, автобуси, водний транспорт.
До складу Союзу входять головний офіс й офіс ЄС у Брюсселі та п'ятнадцять регіональних офісів та офісів зв'язку по всьому світу.
Секції МСГТ по регіонах:
- європейська;
- азіатсько-тихоокеанського регіону;
- північноамериканська;
- латиноамериканська;
- африканська;
- євразійська.

Секції МСГТ по видах транспорту:
- метрополітен;
- автобусний транспорт (до нього належить також тролейбусний транспорт);
- легкорейковий транспорт;
- водний транспорт;
- регіональний транспорт.

Секції МСОТ по видах діяльності:
- промислова секція;
- секція владних і регулювальних органів.